# Sana Takeda
Sana Takeda (Niigata, agosto 1977) è una fumettista e illustratrice giapponese nota per il suo lavoro sulla serie Monstress, due volte vincitrice del premio Hugo.
Takeda è nata nella Prefettura di Niigata, cresciuta nella stazione sciistica di Myoko Kogen, ed ora risiede a Tokyo. Non ha frequentato scuole d'arte, ma ha cominciato a disegnare da giovane copiando le illustrazioni dei romanzi e dei manga.  All'età di vent'anni iniziò a lavorare come progettista CGI in 3D per la SEGA, creando immagini di calciatori ed atleti dell'NBA. Divenne un artista freelance a 25 anni. Dopo aver inviato il suo portfolio C. B. Cebulski, cominciò a lavorare a diversi progetti per la Marvel Comics, inclusi gli X-Men, Venom, Civil War 2 e Ms. Marvel. Nel 2006-2008 lavorò con Cebulski sulla serie di proprietà degli autori Drain Nel 2010 iniziò a lavorare con Marjorie Liu su X-23 per la Marvel Comics e nel 2013 le due iniziaro a scrivere la serie Monstress.
Takeda identifica tra gli artisti che più l'hanno influenzata: gli ukiyo-e di Utagawa Kuniyoshi, l'arte di Shigeru Mizuki dedicata agli yōkai (spiriti giapponesi) e le illustrazioni di Gojin Ishihara.